# Michele Desubleo

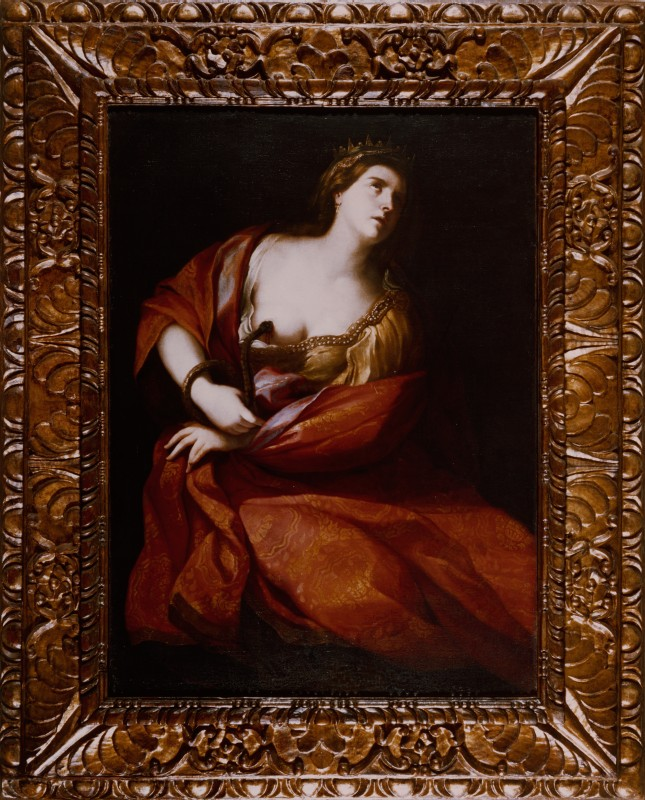
Suicidio di Cleopatra (Fondazione Cariplo)

Michele Desubleo, detto Michele Fiammingo (nato Michel Desoubleay; Maubeuge, 1601 – Parma, 12 novembre 1676), è stato un pittore fiammingo.

## Biografia
Nato a Maubeuge nel 1601, Desubleo intraprende un percorso artistico inizialmente legato al più anziano fratello uterino, Nicolas Régnier. Sulle orme di quest'ultimo, dal 1624 è documentato a Roma. Qui, grazie al comprovato talento e ai buoni contatti di Régnier, le opere di Desubleo entreranno a far parte delle collezioni di importanti mecenati, quali Vincenzo Giustiniani. Negli anni '30 del Seicento Desubleo si trova a Bologna dove, insieme ad altri pittori del calibro di Simone Cantarini e Jean Boulanger, lavora come collaboratore nell'atelier di Guido Reni. Considerato uno dei "primi pittori di Bologna" dal biografo Carlo Cesare Malvasia, Desubleo viene però presto dimenticato dalla storiografia ufficiale. È infatti solo a partire dalla fine del Novecento che appaiono le prime ricerche scientifiche sulla sua cospicua produzione artistica, culminate nella fondamentale monografia di Alberto Cottino. Fu a lungo attivo nel Veneto, lasciando opere importanti tre le quali la Vocazione dei figli di Zebedeo e la Trasfigurazione per la chiesa di San Giacomo a Monselice e la pala dell'Orazione nell'orto nella chiesa di San Zaccaria a Venezia. Dal 1665 è documentato a Parma, città nella quale lascia significativi dipinti, tra i quali la grande pala raffigurante la Madonna e Santi per il Duomo e la tela di soggetto profano che tratta il tema dell'Amore sacro che vince l'amore profano. Nella stessa Parma morirà, nel 1676. Fu autore di numerose tele destinate a collezionisti privati, prevalentemente di soggetto profano, in cui probabilmente raggiunge il più alto grado di qualità, ponendosi come uno dei campioni di quel classicismo colto ed elegantissimo che rappresenta uno dei filoni più interessanti della pittura del Seicento italiano.

## Opere

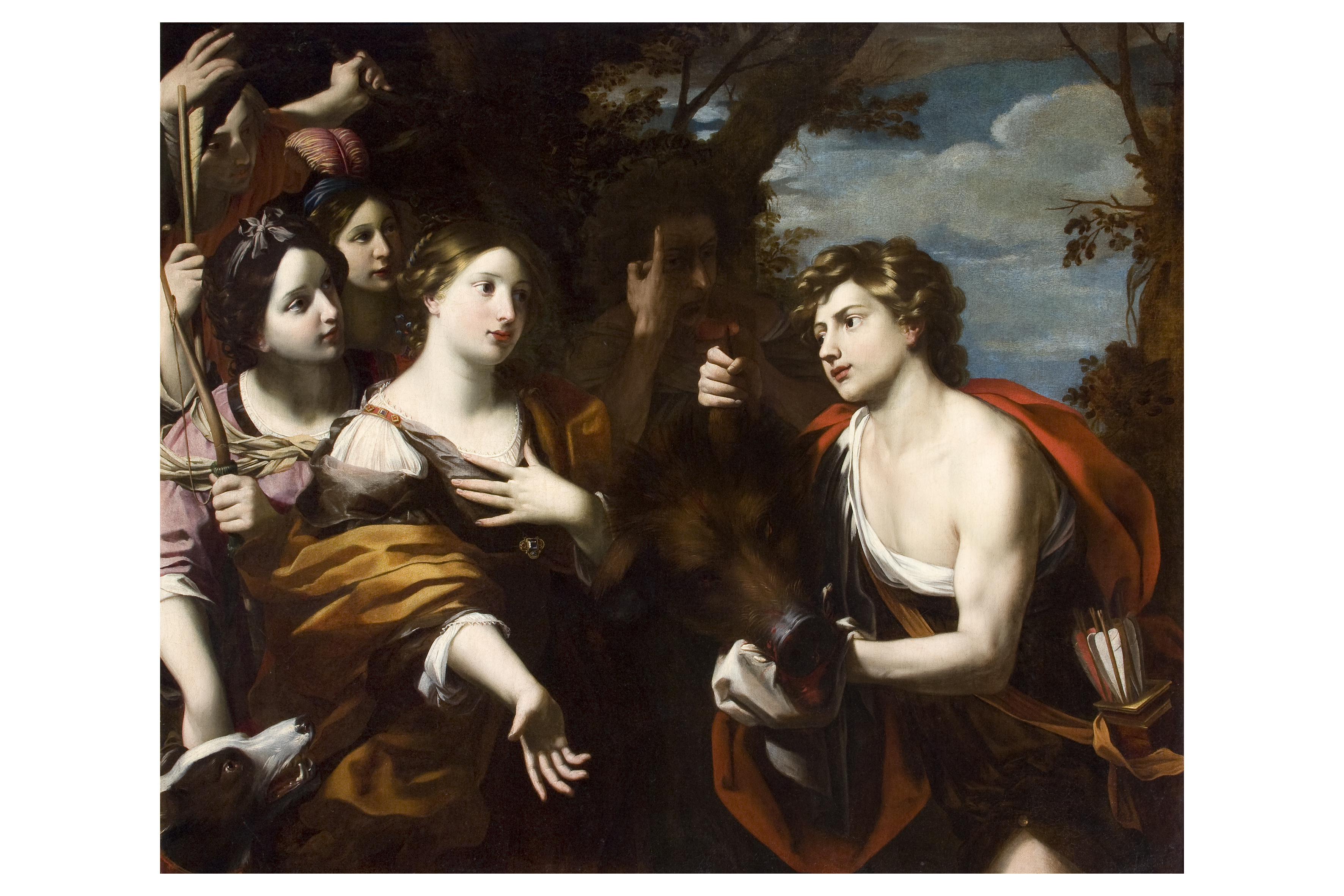
Michele Desubleo, Atalanta e Meleagro, Museo Civico di Modena

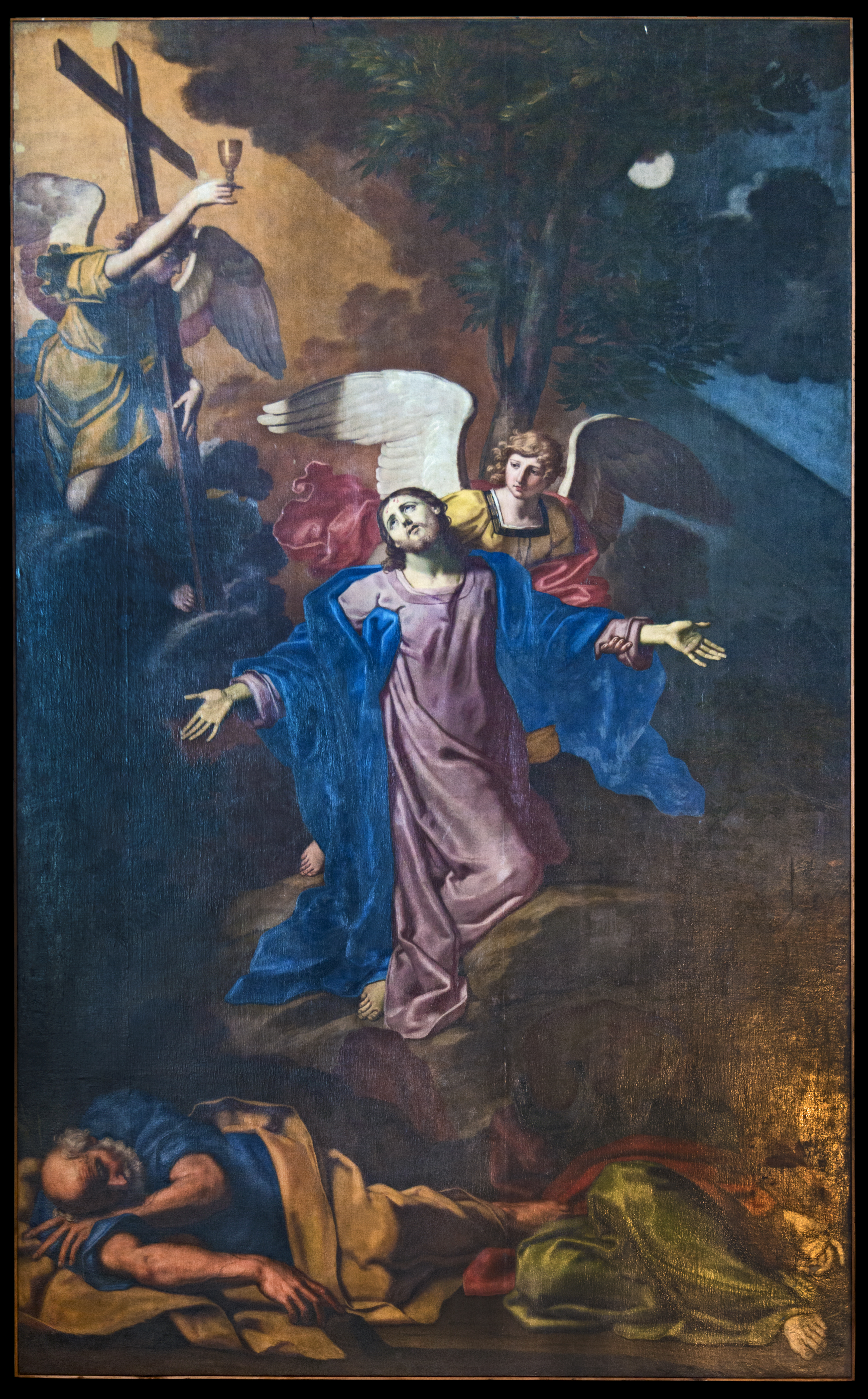
Cristo nell'orto (Chiesa di San Zaccaria)

Tra i suoi dipinti si ricordano Venere piange la morte di Adone (Pinacoteca Nazionale di Bologna), Sacra Famiglia e angeli presso la chiesa di Santa Maria Assunta di Borgo Panigale, Apparizione di Cristo a Sant'Agostino (pala d'altare della distrutta chiesa di Maria e Gesù, ora esposta nella Pinacoteca Nazionale di Bologna) Tancredi e Erminia agli Uffizi, Ulisse e Nausicaa a Capodimonte, Ercole e Onfale nella Pinacoteca Nazionale di Siena, San Francesco in estasi (pala dell'altare maggiore della Cappella di San Francesco nel Palazzo Ducale di Sassuolo, tuttora in situ) nonché Madonna della Rosa presso una raccolta privata. Numerose sono le copie derivate dalle sue invenzioni (Cottino, 2015). Tra queste si segnala il Riposo durante la Fuga in Egitto, il cui originale è conservato al Musée National d'Histoire et d'Art du Luxembourg, mentre nel 2016 è stata individuata una fedele copia al Musée de Soissons. 
Nel 2010 la Madonna del Carmine con bambino e angeli, pala d'altare data per dispersa durante la seconda guerra mondiale è stata ritrovata nei depositi della pinacoteca di Bologna. Fatta oggetto di un sapiente lavoro di restauro, nel 2014 l'opera è stata ricollocata nella sua posizione originaria, nella Sala del Carmine (ex chiesa) di Massa Lombarda (RA).